# Алвес да Силва, Аилтон Сезар Жуниор
Аи́лтон Се́зар Жу́ниор А́лвес да Си́лва, более известный как Аилтон Кане́ла или просто Канела или Жуниньо (порт.-браз. Ailton Cesar Junior Alves da Silva; Canela; 18 ноября 1994, Матан, штат Сан-Паулу — 28 ноября 2016, Серро-Гордо, Ла-Уньон, Антьокия, Колумбия) — бразильский футболист, атакующий полузащитник и нападающий. Погиб в авиакатастрофе BAe 146 над Колумбией.

## Биография
Аилтон Канела родился в городе Матане (штат Сан-Паулу). Он является выпускником футбольной школы «Интернасьонала» из Бебедору, в составе которого начал играть в футбол на взрослом уровне в 2012 году в третьем дивизионе Лиги Паулисты. До 2014 года выступал за небольшие полупрофессиональные команды — «Виторию Капишабу», «Монти-Азул» и «Олимпию» из одноимённого города в штате Сан-Паулу. В 2015 году стал игроком основы в «Монти-Азуле», благодаря чему привлёк к себе внимание «Ботафого» из Рибейран-Прету, в составе которого в том же году Канела стал чемпионом Бразилии в Серии D.
В середине 2016 года 21-летнего нападающего приобрёл клуб Серии A «Шапекоэнсе», в составе которого Канела дебютировал на высшем уровне 5 августа в игре чемпионата Бразилии против «Палмейраса» (1:1). На поле Жуниньо появлялся нечасто, сыграв за «Шапе» до конца ноября четыре матча в Серии A (последнюю игру провёл также против «Палмейраса»), а также две игры в розыгрыше Южноамериканского кубка — против «Куябы» и аргентинского «Индепендьенте». В итоге «Шапекоэнсе» дошёл до первого в истории клуба финала международного турнира.
28 ноября 2016 года Аилтон Канела погиб в авиакатастрофе под Медельином вместе с ещё 18 игроками клуба и тренерским штабом клуба в полном составе, который летел на первый финальный матч ЮАК-2016 с «Атлетико Насьоналем».

## Титулы и достижения
- Чемпион Бразилии в Серии D (1): 2015
- Обладатель Южноамериканского кубка (1): 2016 (посмертно, по просьбе соперников[4])